# Parafodina
Parafodina is een geslacht van vlinders van de familie spinneruilen (Erebidae), uit de onderfamilie Calpinae.

## Soorten
- P. aldabrana (Fryer, 1912)
- P. andriai Viette, 1966
- P. callixeris Lower, 1903
- P. conjugens Walker, 1858
- P. delphinensis (Viette, 1966)
- P. ectrogenia Hampson, 1926
- P. ectrogia (Hampson, 1926)
- P. goniosema Hampson, 1926
- P. inscripta (Pagenstecher, 1907)
- P. pagenstecheri Viette, 1968
- P. pentagonalis (Butler, 1894)
- P. sambirano (Viette, 1966)